# Obrazek (przełęcz)
Obrazek (1140 m) – przełęcz w głównym grzbiecie Pasma Radziejowej w Beskidzie Sądeckim, znajdująca się pomiędzy Wielkim Rogaczem (1182 m) a Małym Rogaczem (1162 m). Znajduje się w odległości 200 m na południe od Wielkiego Rogacza. Zachodnie stoki spod przełęczy opadają do doliny jednego z dwóch źródłowych potoków Czarnej Wody. Po przeciwnej stronie grzbietu w południowo-wschodnim kierunku spod przełęczy wypływa potok Międzybrodzie (dopływ Czercza).
Nazwa przełęczy pochodzi od kapliczki, która dawniej znajdowała się na niej. Jest dobrym punktem widokowym, gdyż ogromne wyręby w latach 80. XX wieku odsłoniły przełęcz, południowe stoki Małego Rogacza i część stoków Wielkiego Rogacza. Później jednak dokonano nasadzeń lasu i przełęcz jest już pozbawiona widoków. Znajduje się na niej skrzyżowanie szlaków turystycznych.
Przez przełęcz biegnie granica między miejscowościami Jaworki w powiecie nowotarskim i Piwniczna-Zdrój w powiecie nowosądeckim.

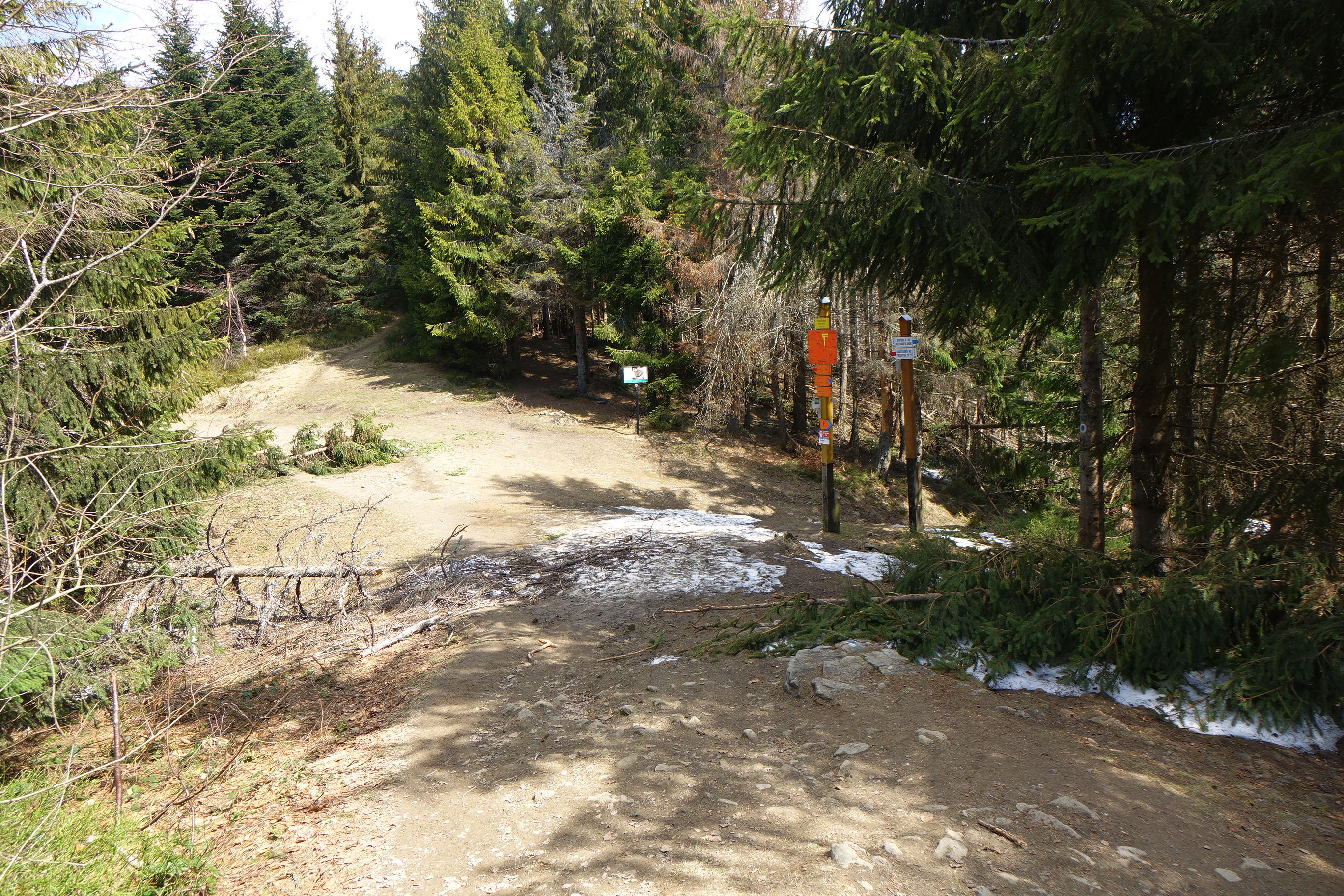
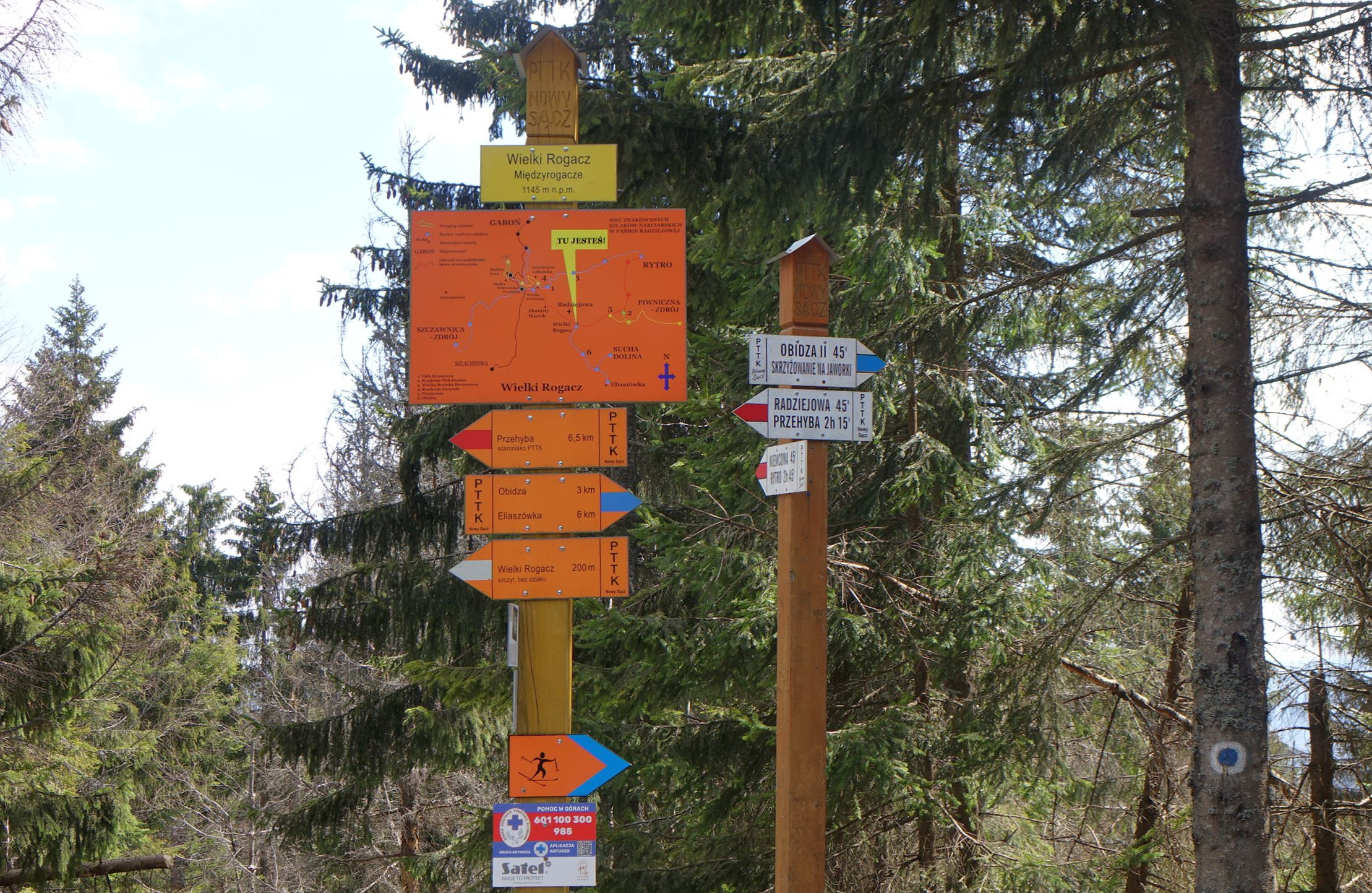
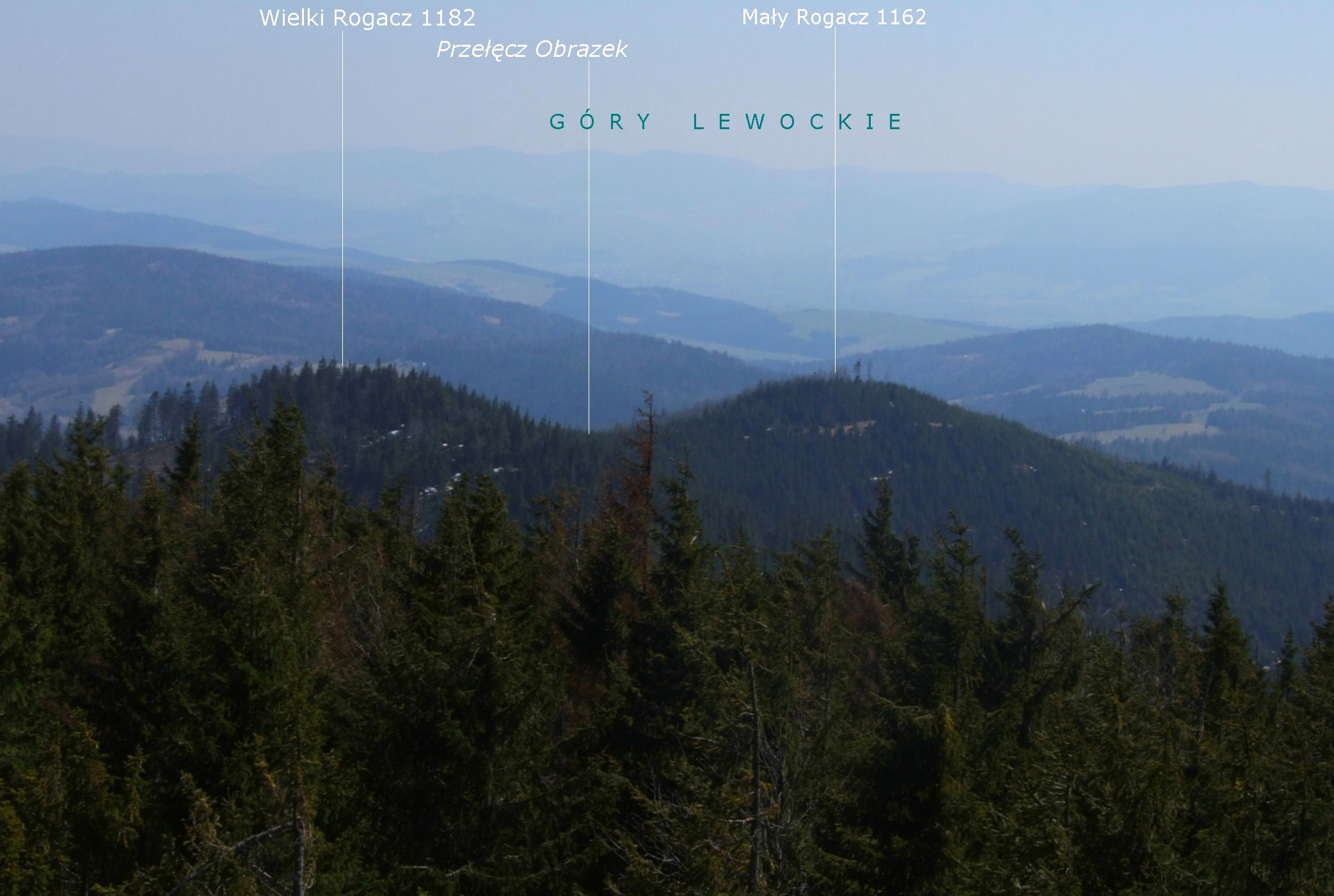
Widok z Radziejowej
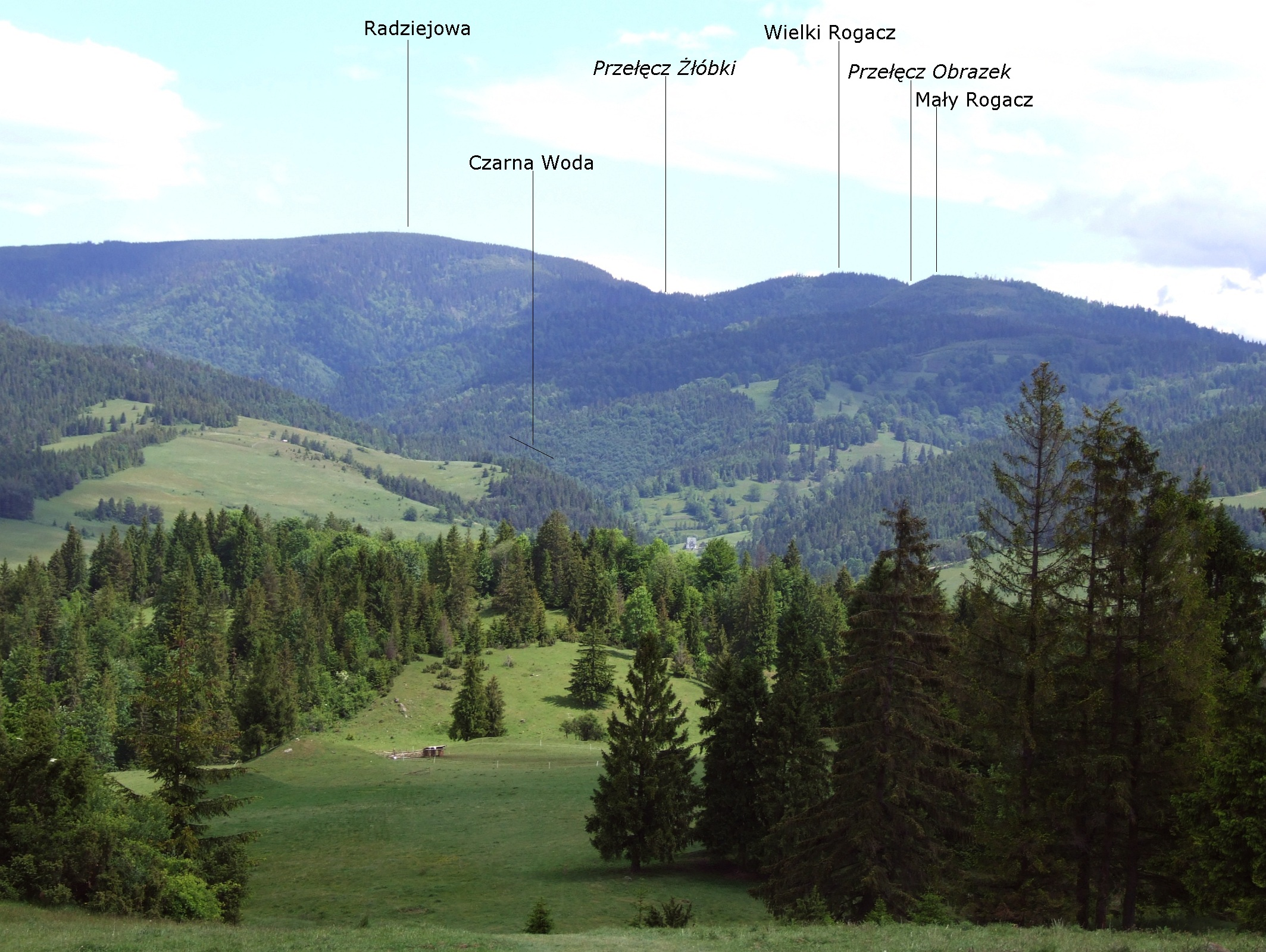
Widok spod Schroniska pod Durbaszką

## Piesze szlaki turystyczne
Główny Szlak Beskidzki – fragment prowadzący z Rytra do Krościenka, pomiędzy Radziejową a rozdrożem pod Złotułkami:
- z Radziejowej 0.35 h (z powrotem 0.40 h); z Prehyby 2:05 h, ↓ 1:55 h
- spod Złotułek: 0:50 h, ↓ 0:40 h

 szlak Tarnów – Wielki Rogacz; odcinek końcowy przełęcz Rozdziela – Przełęcz Gromadzka – Wielki Rogacz:
- z Rozdzieli 1:50 h (↓ 1:35 h); z Przełęczy Gromadzkiej 0:50 h (↓ 0:40 h)